# Alexandre-Antoine Hureau, Baron de Sénarmont

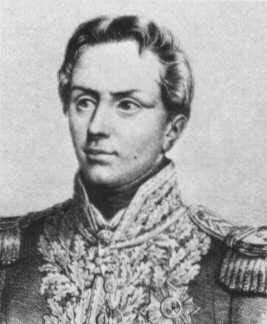
Alexandre-Antoine Hureau de Sénarmont

Alexandre-Antoine Hureau, Baron de Sénarmont (* 21. April 1769 in Straßburg; † 26. Oktober 1810 bei der Belagerung von Cádiz tödlich verwundet) war ein französischer Général de division und Pionier der modernen Artillerietaktik.
In der Schlacht bei Friedland demonstrierte er Napoléon am 14. Juni 1807 die Effizienz einer geballten Artilleriemassierung. Der Kaiser verwendete diese Technik dann auch erfolgreich in der Schlacht bei Wagram, der Schlacht bei Borodino und während des Feldzuges von 1813.
Sein Name ist in der Krypta des Pantheon verewigt, wo auch sein einbalsamiertes Herz in einer Urne ruht.

## Karriere
Als Sohn des Général Alexandre-François de Senarmont trat er am 1. August 1784 als Aspirant in die „École d’application de l’artillerie et du génie“ (etwa: Artillerie- und Pionierzeuglehranstalt) in Metz ein. Am 1. September 1785 schied er wieder aus und wurde im Rang eines Lieutenant dem „3e régiment d’artillerie“ in Besançon zugeteilt. Er diente dann seinem Vater als Aide de camp in der Armée du Centre und der Armée du Nord.
1792 wurde er zum Capitaine der Artillerie befördert und nahm in dieser Eigenschaft 1794 an der Belagerung von Charleroi und an der Schlacht bei Fleurus teil. Am 13. November des gleichen Jahres erfolgte die Beförderung zum Chef de bataillon und der Abstellung zur Sous-direction (Unterdirektion) von Douai. 1797 nahm er an der Schlacht bei Neuwied teil und wurde danach als Chef de bataillon zum Comité central d’Artillerie (Zentrales Artilleriekomitee) versetzt. 1798 wurde er zum Chef d’État-major de l’artillerie de l’armée de réserve (Chef des Stabes der Artillerie der Reservearmee) bestellt. 1799 zog er mit der Italienarmee über den Grossen Sankt Bernhard. Im Jahr 1800 nahm er an der Schlacht bei Montebello teil, am 14. Juni erfolgte die Beförderung zum (vorläufigen) Colonel eines Artillerieregiments. Anlass war die verdienstvolle Teilnahme an der Schlacht bei Marengo. Am 21. Januar 1802 erfolgte die Einsetzung als Kommandeur des 6e régiment d’artillerie à pied (6. Artillerieregiment zu Fuß) in Rennes. Am 8. Dezember 1803 wurde ihm die Stelle des Chefs des Stabes der Artillerie im Lager von Brest übertragen (Hier sammelte sich die französische Armee zur Invasion Großbritanniens). Vier Tage später wurde ihm der Orden der Ehrenlegion verliehen.
Am 9. Juni 1804 wurde ihm die nächsthöhere Stufe der Ehrenlegion verliehen (Officier de la Légion d’honneur). Im darauffolgenden Jahr begab er sich in das Feldlager bei Boulogne-sur-Mer, um an den Vorbereitungen zur Landung in England teilzunehmen.
Er schrieb an seinen Sohn:

„Nichts erscheint wahrhaftiger als unser Einsteigen: alles ist bereit und eingeschifft, Waffen, Munition und Pulver, das bis zum letzten Moment zurückgehalten worden war. (…) Das Unternehmen erscheint äußerst kühn, aber es sind bereits so viele Sachen gelungen, daß auch dieses hier nicht scheitern wird...“

1806 wurde er zum Général de brigade befördert und bekam das Kommando über die Artillerie der Grande Armée. Es folgten die Feldzüge in Preußen und Polen mit der Teilnahme an den Schlachten bei Jena, Eylau, Friedland und an den Verhandlungen zum Frieden von Tilsit.
Während der Schlacht bei Eylau am 3. März 1807 erfolgte die Ernennung zum Kommandeur der Ehrenlegion (Commandant de la Légion d’honneur). Es folgte am 15. Juni eine Belobigung für heldenhaftes Verhalten in der Schlacht bei Friedland. Am 2. Oktober ließ er sich von der Truppe beurlauben und übernahm den Posten als Präsident des Collège électoral d’Eure-et-Loire.
Am 2. Juli 1808 wurde er von Kaiser Napoleon zum Baron des Empire ernannt. Am 26. August erhielt er den Befehl sich bei der Armee in Spanien einzufinden und sich bei dem Maréchal Victor zu melden. Am 2. September war er bei der Kapitulation von Madrid anwesend und wurde aus diesem Anlass zum Général de division befördert. Am 22. November wurde ihm der Orden Chevalier de la Couronne de Fer (Ritter der Eisernen Krone) verliehen. Er war dann noch im gleichen Jahr am Sieg im Gefecht bei Somosierra beteiligt.
Am 9. März 1809 wurde er Oberbefehlshaber (Commandant en chef) der Artillerie der Armee in Spanien und ersetzte in dieser Funktion den Général Jean Ambroise Baston de Lariboisière. Er nahm an der Schlacht bei Uclés, der Schlacht bei Talavera und der Schlacht bei Almonacid de Toledo teil. Danach folgte noch die Schlacht bei Ocaña und der Feldzug nach Andalusien.
Am 26. Oktober 1810 wurde er von einer englischen Kugel tödlich verwundet, als er dabei war die Belagerung von Cadiz bzw. von El Puerto de Santa María zu organisieren. Er wurde in der Kirche Santa Ana de Chiclana bestattet.
Sein einbalsamiertes Herz wurde auf Befehl Napoleons vom 17. Januar 1811 in das Pantheon in Paris überführt und traf dort am 5. Juni 1811 ein. Das Laudatio hielt General Jean Ambroise Baston de Lariboisière.
Während der Französischen Invasion in Spanien schrieb der Général de division Vicomte Tirlet, der Kommandeur der Artillerie an Amédée de Sénarmont:

„Es ist das eingetreten, was Sie befürchtet hatten, die Spanier  schändeten und zerstörten die Grabstätte in der Kapelle Santa Anna (…) Der sinnlose Mob verstreute die Asche des großzügigen Menschen, der immer versucht war, die Menschen vor den Katastrophen des Krieges so gut wie möglich zu schützen, der immer gerecht und loyal war, in alle Winde.“

## Familie
Alexandre-Antoine Hureau de Sénarmont hatte zwei Kinder, Alexandre-Hyppolyte (1794–1870) und Henriette-Désirée (1800–1874). Nachdem die erbliche Baronie im Jahre 1817 bestätigt worden war, wanderte Alexandre-Hippolyte auf die Île de la Réunion aus, wo er nach zwei Ehen eine zahlreiche Nachkommenschaft hinterließ.
Sein Neffe Henri Hureau de Senarmont (1808–1862) wurde ein erfolgreicher Physiker und Geologe, der sich speziell mit der Erforschung des Nordlichts, der Wärmeleitfähigkeit der Kristalle, den optischen Eigenschaften isomorphen Körper usw. beschäftigte. Er hielt einen Lehrstuhl für Mineralogie an der französischen Bergbauschule.

## Ehrungen
- Seine von Antoine Laurent Dantan geschaffene Büste findet sich in der „Galerie des Batailles“ im Schloss Versailles. Das Großkreuz, das auf seiner Uniform gezeigt wird, war ihm vom Großherzog von Baden nach der Schlacht bei Talavera verliehen worden – allerdings hatte Napoleon ihm untersagt, es anzulegen.
- Eine weitere Skulptur befindet sich im Museum von Dreux (Eure-et-Loir), wo auch eine Straße nach ihm benannt ist. Weiterhin befindet sich eine Erinnerungstafel in der Kirche Saint-Pierre.
- Sein Name ist auf dem Westpfeiler des Arc de Triomphe auf dem Westpfeiler in der 38. Kolonne eingraviert.
- Die Reitbahn des Schlosses Fontainebleau wurde nach ihm benannt.

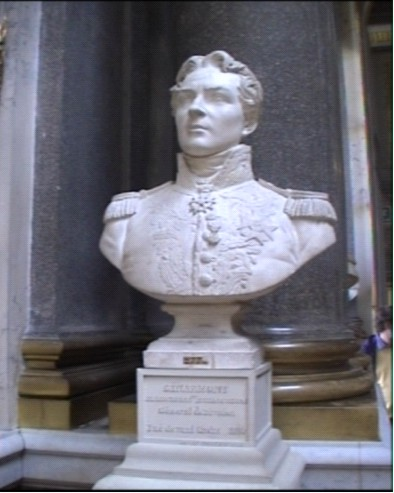
Büste im Schloss Versailles
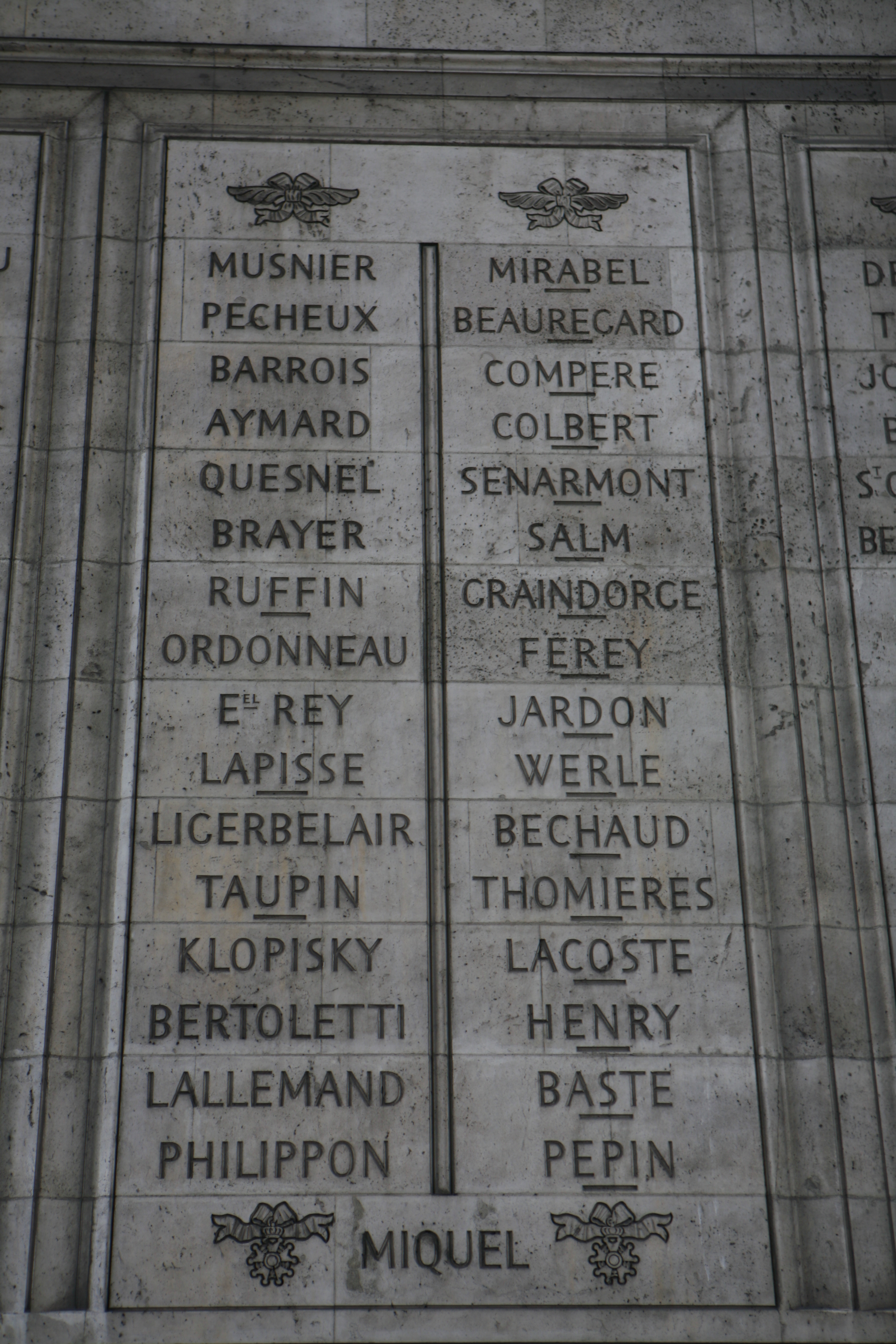
Westpfeiler des Arc de Triomphe